# Hệ thống Yalta

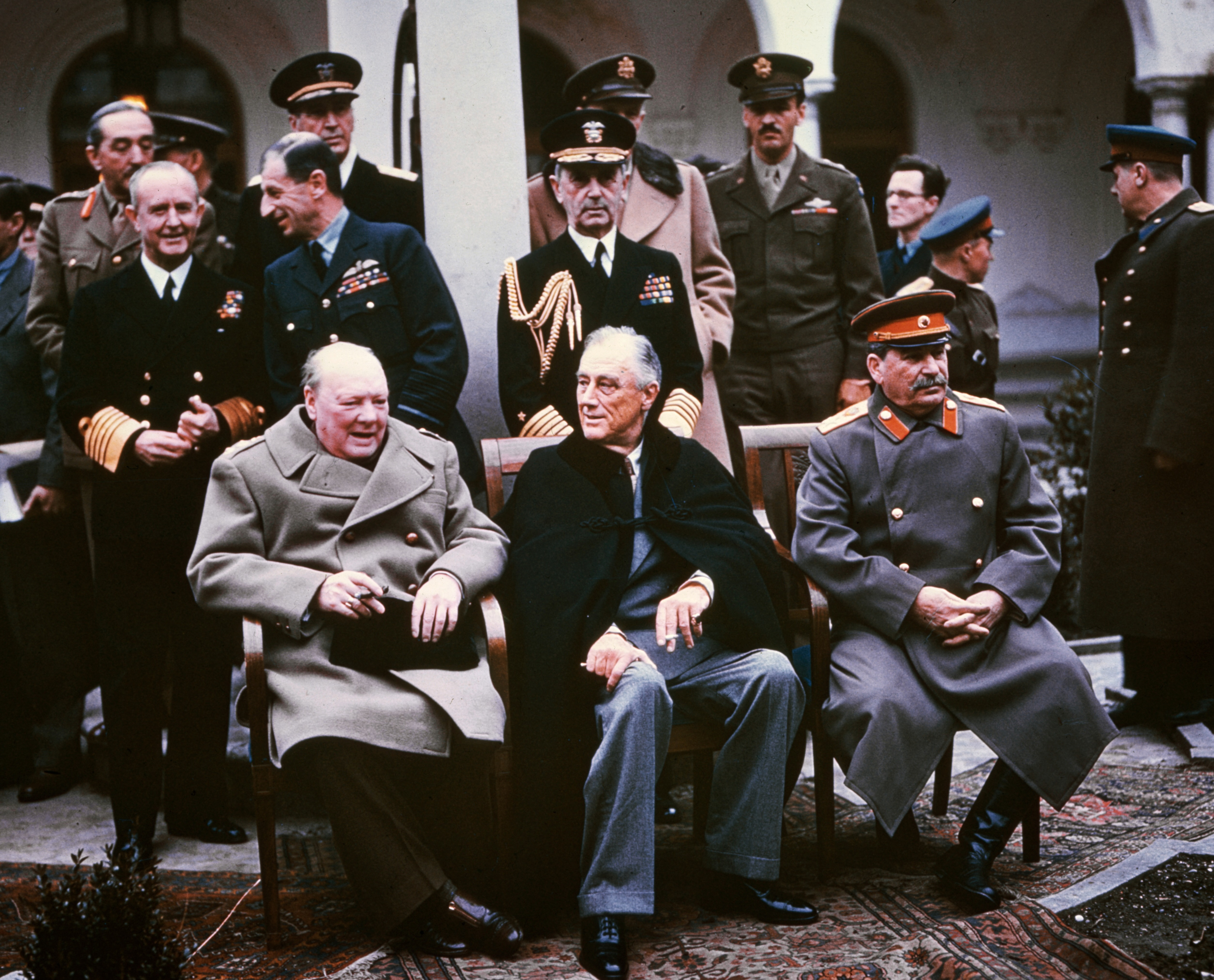
Ba lãnh đạo phe các nước đồng minh trong Hội nghị Yalta (Lần lượt từ trái sang phải) : Churchill, Roosevelt và Stalin.

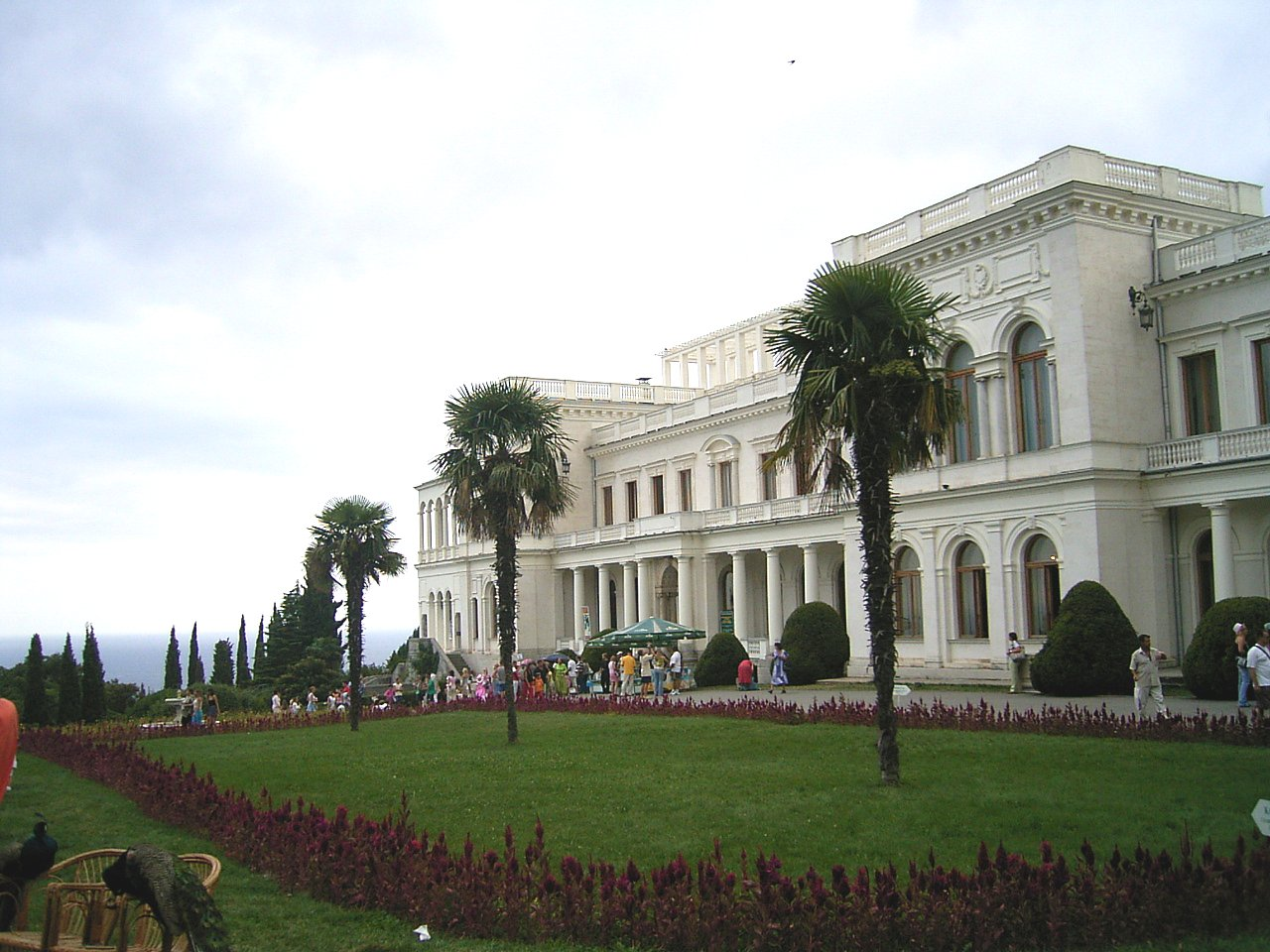
Cung điện Livadia - địa điểm diễn ra hội nghị Yalta năm 1945.

Trật tự hai cực Yalta (tiếng Anh: Yalta Bipolar World System, (tiếng Nga: Ялтинский биполярный мировой порядок, kí tự Latin:  Yaltinskiy bipolyarnyy mirovoy poryadok) là tên gọi về kết cấu và đường lối chính trị quốc tế trong khoảng thời gian từ năm 1945 đến năm 1991, được đặt tên theo Hội nghị Yalta do người đứng đầu chính phủ ba nước Mĩ, Anh và Liên Xô Roosevelt, Churchill và Stalin cử hành ở Yalta, Liên Xô vào đầu năm 1945.
Đặc điểm của trật tự hai cực Yalta là: lấy hai cực Hoa Kỳ và Liên Xô làm trung tâm, tiến hành chiến tranh Lạnh nhằm tranh đoạt bá quyền ở trong phạm vi toàn cầu, nhưng không loại trừ chiến tranh ở khu vực cục bộ (ví dụ như chiến tranh Triều Tiên, chiến tranh Việt Nam và chiến tranh Afghanistan) do hai nước siêu cường trực tiếp hoặc gián tiếp tham dự. Cách mạng Đông Âu năm 1989 và Liên Xô giải thể năm 1991, đã cho thấy rõ sự tan vỡ về phương diện kết cấu và đường lối của hai cực, cũng tượng trưng sự đổ vỡ cuối cùng của hệ thống Yalta.
Thực chất của trật tự hai cực Yalta là sản phẩm của sự so sánh thực lực và thoả hiệp lẫn nhau giữa các nước lớn.

## Quá trình kiến lập
Sau đại chiến thế giới lần thứ hai, ba nước Mĩ, Anh và Liên Xô đã cử hành lần lượt một loạt hội nghị thượng đỉnh, trong đó chủ yếu có: Hội nghị Cairo (từ ngày 22 tháng 11 đến ngày 26 tháng 11 năm 1943), Hội nghị Tehran (từ ngày 28 tháng 11 đến 1 tháng 12 năm 1943), Hội nghị Yalta (từ ngày 4 đến ngày 11 tháng 2 năm 1945) và Hội nghị Potsdam (từ ngày 18 tháng 7 đến ngày 2 tháng 8 năm 1945). Hội nghị đã đạt được các hiệp nghị bên dưới:
1. Đánh bại phát xít Đức và phát xít Nhật, đồng thời nhổ bỏ hoàn toàn chủ nghĩa phát xít và chủ nghĩa quân phiệt ở hai nước, nhằm cản trở và cấm chỉ chủ nghĩa phát xít "tro nguội cháy lại".
2. Vẽ mới lại bản đồ chính trị của khu vực Âu - Á sau chiến tranh, đặc biệt là phân chia và quy định mới lại ranh giới của các nước phát xít như Đức, Nhật và Ý cùng với biên giới của các khu vực bị chúng chiếm cứ.
3. Kiến lập Liên hợp quốc, coi là cơ quan phối hợp, hài hoà các điểm tranh chấp quốc tế, duy trì hoà bình thế giới sau chiến tranh. Trình tự biểu quyết của Hội đồng Bảo an Liên hợp quốc - cơ quan hạt nhân của Liên hợp quốc, thực hành "công thức Yalta", tức "nguyên tắc nhất trí nước lớn". Lấy năm nước lớn Mĩ, Xô, Trung, Anh và Pháp làm hạt nhân trung tâm, lấy Liên hợp quốc làm lãnh đạo toàn cục, bảo vệ giữ gìn an ninh của các nước vừa và nhỏ, giữ gìn che chở hoà bình thế giới.
4. Thực hành kế hoạch uỷ thác quản lí đối với thuộc địa của Đức, Nhật, Ý và lãnh thổ uỷ nhiệm thống trị[Chú ý 1] của Liên minh Quốc tế, trên nguyên tắc thừa nhận quyền lợi độc lập của các dân tộc bị áp bách.

Các hội nghị cấp cao kể trên hình thành một loạt công báo, nghị định thư, hiệp định, bản tuyên bố và bản ghi nhớ, ảnh hưởng trật tự thế giới sau chiến tranh, đặc biệt là quan hệ quốc tế lấy "Hiệp định Yalta" làm chủ thể, tức Hệ thống Yalta.

## Điều kiện hình thành
1. Châu Âu bị suy yếu nghiêm trọng ở trong chiến tranh, nước Đức tụt lại trở thành nước chiến bại; nước Pháp hao tổn sinh mệnh; nước Anh tiêu mòn thực lực cực lớn.
2. Thực lực kinh tế và quân sự của Hoa Kỳ bành trướng chưa từng có, trở thành cường quốc hạng nhất trong thế giới chủ nghĩa tư bản.
3. Liên Xô đã làm lớn mạnh sức mạnh quân sự và chính trị của mình, trở thành cường quốc quân sự và chính trị duy nhất trên thế giới đủ khả năng ngang ngửa đối đầu với Hoa Kỳ.
4. Khoảng thời gian đầu sau đại chiến thế giới lần thứ hai, các nước đang phát triển mới độc lập vẫn chưa có được sức mạnh để ngang ngửa đối đầu Hoa Kỳ và Liên Xô.[1]

## Hợp tác
Biểu hiện chủ yếu của hợp tác trong hệ thống Yalta:
1. Trong chiến tranh chống phát xít vào khoảng thời gian sau đại chiến thế giới lần thứ hai, Hoa Kỳ và Liên Xô đã tiến hành hợp tác thành công về phương diện chính trị, kinh tế và quân sự, hai nước lần lượt đã làm ra cống hiến của riêng mình.
2. Vào tháng 10 năm 1945, 50 nước lấy Hoa Kỳ và Liên Xô làm nước cầm đầu cùng nhau kiến lập Liên hợp quốc, đã giữ gìn che chở hoà bình thế giới sau chiến tranh.
3. Toà án Nuremberg chống phát xít Đức (từ năm 1945 đến năm 1946) và Toà án Tokyo chống phát xít Nhật (từ năm 1946 đến năm 1948) sau chiến tranh, cũng là sự thể hiện trọng yếu của hợp tác Mĩ - Xô.

## Đối đầu
Biểu hiện chủ yếu của đối kháng trong hệ thống Yalta:
1. Tổ chức Hiệp ước Bắc Đại Tây Dương thành lập năm 1949 và Tổ chức Hiệp ước Vác-sa thành lập năm 1955 đã cho thấy sự hình thành kết cấu đối kháng giữa mặt trận chủ nghĩa tư bản và mặt trận chủ nghĩa xã hội.
2. Năm 1946 Churchill phát biểu "Bài diễn văn Màn sắt", năm 1947, chủ nghĩa Truman được đề xuất và kế hoạch Marshall được chế định. "Bài diễn văn Màn sắt" đã mở màn Chiến tranh Lạnh; chủ nghĩa Truman là quan điểm chung của chính sách chiến tranh Lạnh của Hoa Kỳ nhằm đối kháng Liên Xô, là dấu hiệu trọng yếu chiến tranh Lạnh chính thức mở đầu; kế hoạch Marshall là việc thực thi và ứng dụng chủ nghĩa Truman liên quan đến viện trợ Tây Âu, nó không chỉ là một hạng mục kế hoạch viện trợ kinh tế, trọng yếu hơn chính là đạt đến mục đích khống chế chính trị thông qua viện trợ kinh tế, do đó về căn bản nó là kế hoạch chính trị khống chế Tây Âu.
3. Hoa Kỳ và Liên Xô tranh đoạt bá quyền. Năm 1953, người lãnh đạo Liên Xô Khrushchev lên nắm giữ chính quyền, nêu ra một loạt chiến lược cơ bản nhằm bình đẳng địa vị và quyền lực, thực hiện hợp tác Mĩ - Xô và cùng làm chủ thế giới, đã hình thành kết cấu Mĩ - Xô tranh bá.

Giai đoạn thứ nhất là giữa niên đại 50 đến đầu niên đại 60 thế kỉ XX. Đặc trưng của nó là Hoa Kỳ và Liên Xô có công thủ qua lại lẫn nhau. Ba sự kiện mang tính cột mốc làm hoà hoãn cục thế là Liên Xô kí kết Hiệp ước Các nước Áo năm 1955 - chấm dứt việc chiếm cứ Áo, Liên Xô thừa nhận nước Cộng hoà Liên bang Đức (tức Tây Đức) và người lãnh đạo Liên Xô Khrushchev thăm viếng Hoa Kỳ vào năm 1959. Sự kiện mang tính cột mốc làm cấp bách tình thế có xây cất "Bức tường Berlin" vào năm 1961 và "Khủng hoảng tên lửa Cuba" vào năm 1962.
Giai đoạn thứ hai là giữa niên đại 60 đến cuối niên đại 70 thế kỉ XX, Liên Xô ở vào thế công, Hoa Kỳ thì chuyển công thành thủ. Liên Xô điều động quân đội đến Afghanistan vào năm 1979 cho thấy rõ chính sách mở rộng đối ngoại của Liên Xô sau thế chiến II đạt đến đỉnh điểm. Quan hệ Trung - Mĩ bình thường hoá vào năm 1972 và quân đội Hoa Kỳ rút quân khỏi Việt Nam vào năm 1973 là sự điều chỉnh trọng yếu của chính sách đối ngoại Hoa Kỳ.
Giai đoạn thứ ba là niên đại 80 thế kỉ XX, Hoa Kỳ chọn lấy thái độ cứng rắn trước Liên Xô, Liên Xô từ mở rộng đối ngoại chuyển hướng co rút toàn diện. Sự kiện mang tính đại biểu là Hoa Kỳ đề xuất Kế hoạch đại chiến giữa các vì sao vào năm 1983.

## Tan rã
Niên đại 60 thế kỉ XX, bởi vì Liên Xô thúc đẩy chính sách chủ nghĩa bá quyền cho nên quan hệ Trung - Xô chuyển thành xấu kém, mặt trận chủ nghĩa xã hội không thể tồn tại lại; niên đại 70 thế kỉ XX, kinh tế của Nhật Bản và khối Cộng đồng châu Âu nổi lên, yêu cầu độc lập tự chủ về phương diện chính trị và kinh tế, không mong muốn bắt chước làm theo chỉ một mình Hoa Kỳ, mặt trận chủ nghĩa tư bản chia cắt, thế giới từ kết cấu lưỡng cực diễn biến thành xu thế đa cực hoá. Tuy nhiên, cách mạng Đông Âu và Liên Xô giải thể từ cuối niên đại 80 đến đầu niên đại 90 thế kỉ XX cho thấy sự đổ vỡ hoàn toàn hệ thống Yalta.

## Nghị luận hệ thống Yalta

### Nghị luận mặt phải
1. Sự hình thành hệ thống Yalta đã thể hiện chuyển biến của thế giới từ chiến tranh đến hoà bình, hai phía đối kháng thế lực ngang nhau, đã tránh khỏi sự bùng phát đại chiến thế giới mới.
2. Hệ thống Yalta đã xúc tiến phát triển sự nghiệp giải phóng dân tộc, có lợi cho sự nổi lên của thế giới thứ ba.
3. Hệ thống Yalta đã thúc đẩy phát triển khoa học và công nghệ sau chiến tranh.

### Nghị luận mặt trái
1. Hệ thống Yalta đã dẫn đến sự xuất hiện kết cấu lưỡng cực Mĩ - Xô, dưới kết cấu lưỡng cực của thế giới, thế giới có xu hướng chia cắt, chiến tranh cục bộ liên tục không ngớt, thế giới không được an toàn trong khoảng thời gian dài. Thí dụ như chiến tranh Triều Tiên, chiến tranh Việt Nam và chiến tranh Afghanistan.
2. Hệ thống Yalta đã thể hiện chính trị cường quyền của nước lớn, vì mục đích khai sáng chính trị cường quyền sau thế chiến II nên đã đưa ra cung cấp nguồn gốc sự vật cực kì ác độc, một số nước công nghiệp tuỳ ý phân chia và quy định phạm vi ở sau lưng nước khác, ngang ngược hung bạo đem chính sách nhà nước của bản thân mình thúc đẩy thi hành cho nước khác. Trung Quốc mặc dù nước chiến thắng trong thế chiến II nhưng mà bị đối xử như nước chiến bại, không có quyền được nói đã xâm phạm nghiêm trọng lợi ích của Trung Quốc.[4]
3. Vạch lại biên giới đất nước và chia cắt đất nước đã hình thành đại thiên di nhân khẩu, làm suy yếu tính ổn định của cục thế thế giới.[5]

## Chú ý
1. ↑  Uỷ nhiệm thống trị, gọi tắt uỷ trị, là một loại chế độ do nước chiến thắng của chủ nghĩa đế quốc kiến lập sau khi đại chiến thế giới lần thứ nhất kết thúc vào tháng 11 năm 1918, nhằm tiến hành chia cắt lại và thống trị lại đối với thuộc địa của nước chiến bại thông qua Liên minh Quốc tế.

"Điều ước Liên minh Quốc tế" quy định, trước chiến tranh: I. Khu vực phần cận đông thuộc về đế quốc Ottoman (Thổ Nhĩ Kì), II. Thuộc địa châu Phi thuộc về đế quốc Đức, III. Tây Nam Phi và các đảo Thái Bình Dương thuộc về đế quốc Đức, bây giờ tất cả đều do Liên minh Quốc tế uỷ nhiệm các nước như đế quốc Anh, đế quốc Pháp và đế quốc Nhật Bản tiến hành thống trị. Thuộc địa bị thống trị gọi là vùng lãnh thổ uỷ nhiệm thống trị, đất nước bị uỷ nhiệm để tiến hành thống trị gọi là nước bị uỷ nhiệm. Nhiệm vụ của nước bị uỷ nhiệm, đối với vùng lãnh thổ uỷ nhiệm thống trị loại I, là trao cho "sự chỉ đạo và viện trợ" về mặt hành chính; đối với vùng lãnh thổ uỷ nhiệm thống trị loại II, căn cứ vào điều kiện quy định đem nó coi là lãnh thổ đơn độc mà đảm đương, gánh vác trách nhiệm hành chính địa phương; đối với vùng lãnh thổ uỷ nhiệm thống trị loại III, chiếu theo các điều khoản bảo chứng đem nó coi là bộ phận hợp thành lãnh thổ của mình mà gia tăng thống trị quản lí. Về hình thức nước bị uỷ nhiệm và vùng lãnh thổ uỷ nhiệm thống trị là một loại quan hệ "bảo hộ", nước bị uỷ nhiệm chịu trách nhiệm trước Liên minh Quốc tế, nên cần phải đưa nộp báo cáo hằng năm lên Viện hành chính về tình hình của vùng lãnh thổ uỷ nhiệm thống trị. Mãi đến đại chiến thế giới lần thứ hai kết thúc thì Liên hợp quốc thành lập, vùng lãnh thổ uỷ nhiệm thống trị loại I, thí dụ như Iraq, Syria và Liban cùng trở thành nước độc lập; song, vùng lãnh thổ uỷ nhiệm thống trị loại II và III, thì được chuyển thành lãnh thổ uỷ thác quản lí đặt dưới chế độ uỷ thác quản lí của Liên hợp quốc.